# Budynek restauracji Carla Geislera w Katowicach
Budynek restauracji Carla Geislera w Katowicach – budynek nieistniejącej restauracji Carla Geislera, położony przy ulicy Józefowskiej w Katowicach, na obszarze dzielnicy Wełnowiec-Józefowiec. Obecnie jest to Hala Sportowa Józefowska, będąca w zarządzie Miejskiego Ośrodka Sportu i Rekreacji w Katowicach. Jest on użytkowany m.in. przez klub UKS Katowice, a także odbywają się zebrania Koła Wełnowiec-Józefowiec Związku Górnośląskiego.

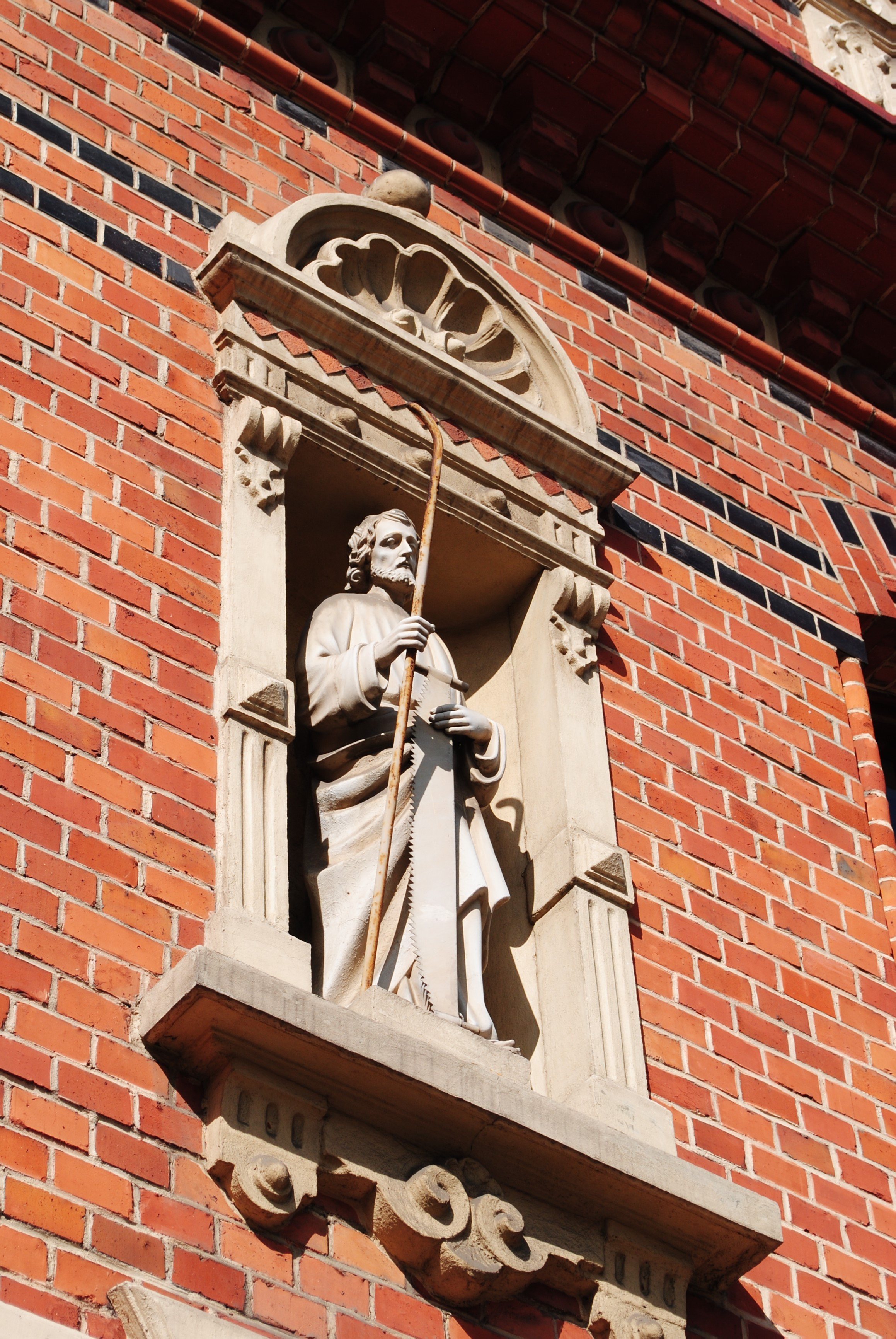
Figura przedstawiająca św. Józefa, znajdująca się na fasadzie

Budynek został wybudowany w latach 90. XIX wieku jako dwukondygnacyjny obiekt, posiadający cechy styl historyzującego. Na fasadzie budynku, pomiędzy oknami pierwszego piętra, widnieje figura przedstawiająca świętego Józefa trzymającego laskę i piłę. Pierwotnie w tym miejscu znajdowało się dekoracyjne zwieńczenie. We wnętrzu budynku znajduje się hala sportowa, posiadająca wymiary 21,95 na 17,37 m i wysokość 6,75 m. Wyposażona jest m.in. w parkiet, nagłośnienie i trybuny na 94 miejsca. Mała sala w gmachu o wymiarach 9,5 na 7,2 m jest przystosowana do treningów sportów walki. Ponadto w gmachu znajdują się dwie siłownie, szatnie i sanitariaty, a na zewnątrz dwa boiska wielofunkcyjne oraz parking. Sam zaś gmach wpisany jest do gminnej ewidencji zabytków. 
23 marca 1897 roku w sali bankietowej restauracji odbyły się uroczystości szkolne związane z obchodami setnej rocznicy urodzin cesarza Wilhelma I. Przed 1922 rokiem budynek został przejęty przez Petra Koscha, który prowadził tu gospodę. W gmachu do 1945 roku znajdował się Dom Kultury w Józefowcu. Wówczas to przekształcono budynek w salę gimnastyczną. Od 1964 roku użytkowany był przez GKS Katowice, w latach 1989–1990 był ośrodkiem zapaśniczym klubu Rapid Wełnowiec, natomiast po 1990 roku stał się obiektem MOSIR-u w Katowicach.
W latach 90. XX wieku gmach hali sportowej został wyremontowany. Na mocy przepisów miejscowego planu zagospodarowania przestrzennego uchwalonego 24 września 2007 roku został objęty ochroną. Na fasadzie gmachu w 2008 roku umieszczono tablicę pamiątkową z informacją, iż w tej hali pod kierownictwem Jana Czai trenowali zapaśnicy GKS-u Katowice – zdobywcy licznych medali, w tym trzech olimpijskich. 